# Glypta consimilis
Glypta consimilis là một loài tò vò trong họ Ichneumonidae.